# Lista gatunków z rodzaju Paepalanthus
Lista gatunków z rodzaju Paepalanthus – lista gatunków rodzaju roślin należącego do rodziny niedotrawowatych (Eriocaulaceae Martinov). Według The Plant List w obrębie tego rodzaju znajdują się 424 gatunki o nazwach zweryfikowanych i zaakceptowanych, podczas gdy kolejnych 14 taksonów ma status gatunków niepewnych (niezweryfikowanych). 
Lista gatunków
- Paepalanthus acantholimon Ruhland

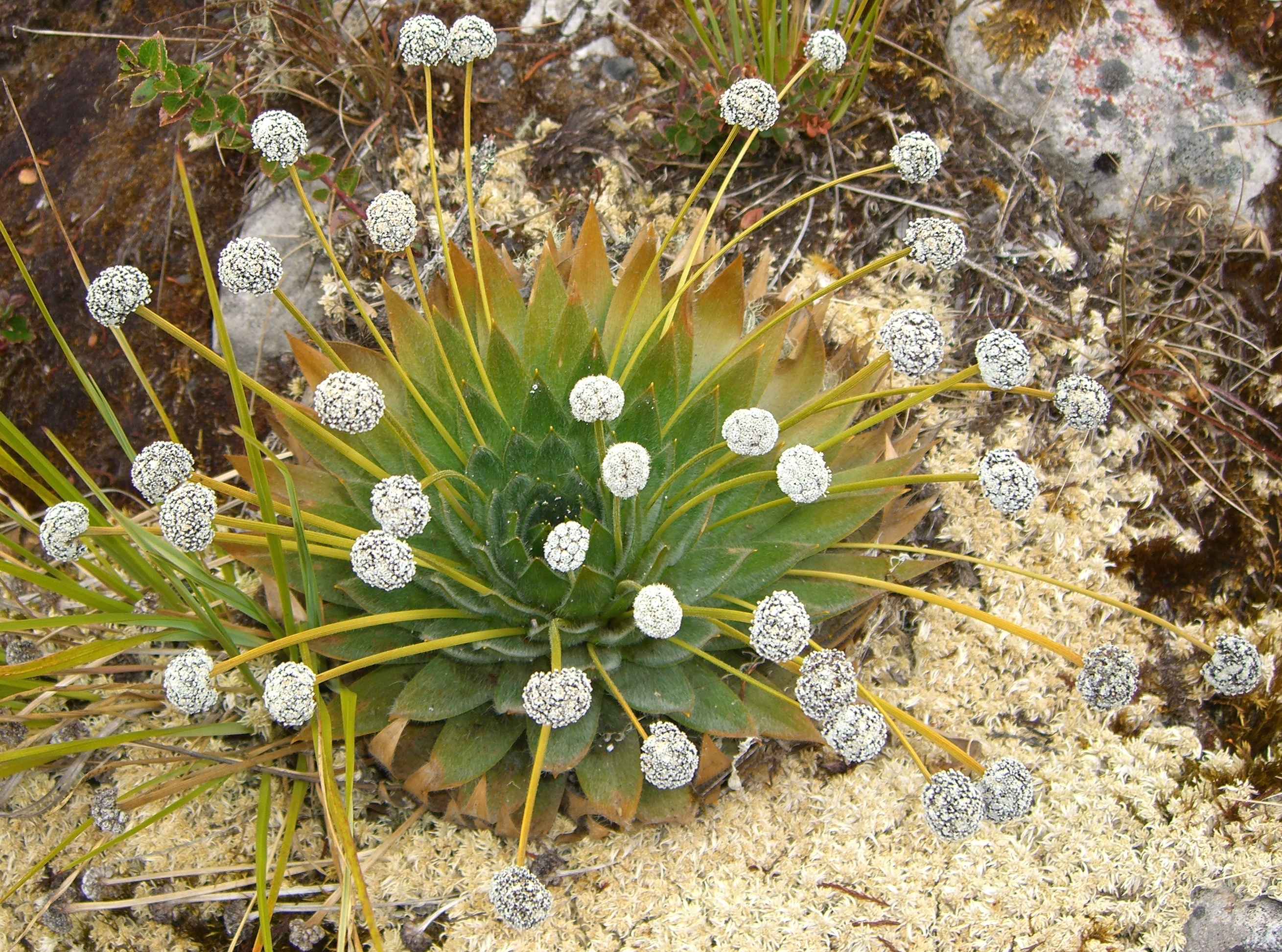
Paepalanthus alpinus

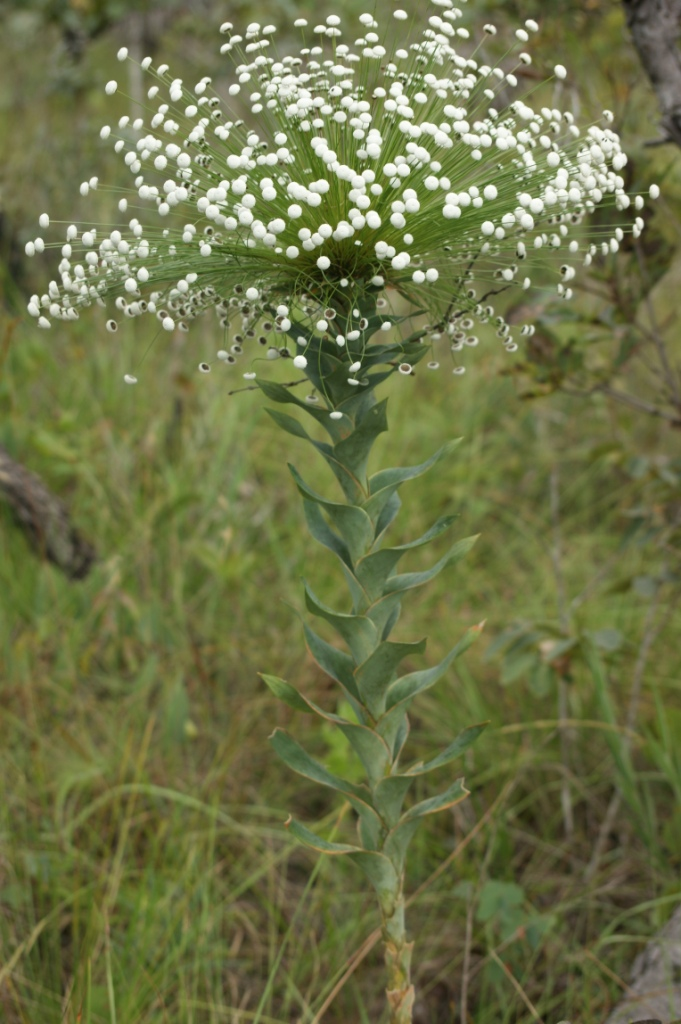
Paepalanthus chiquitensis

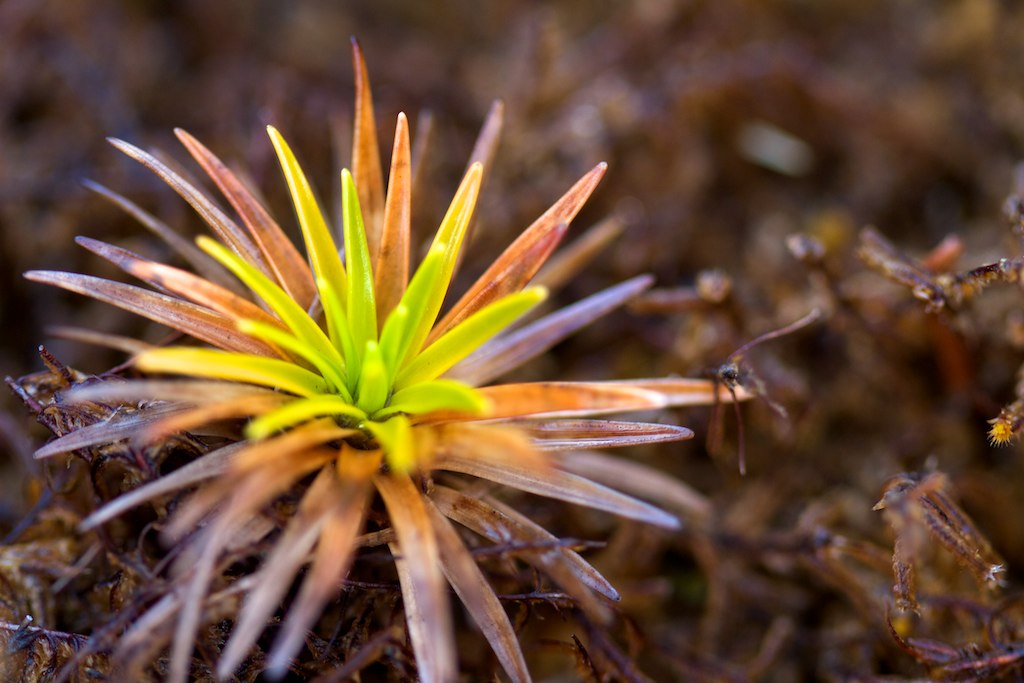
Paepalanthus convexus

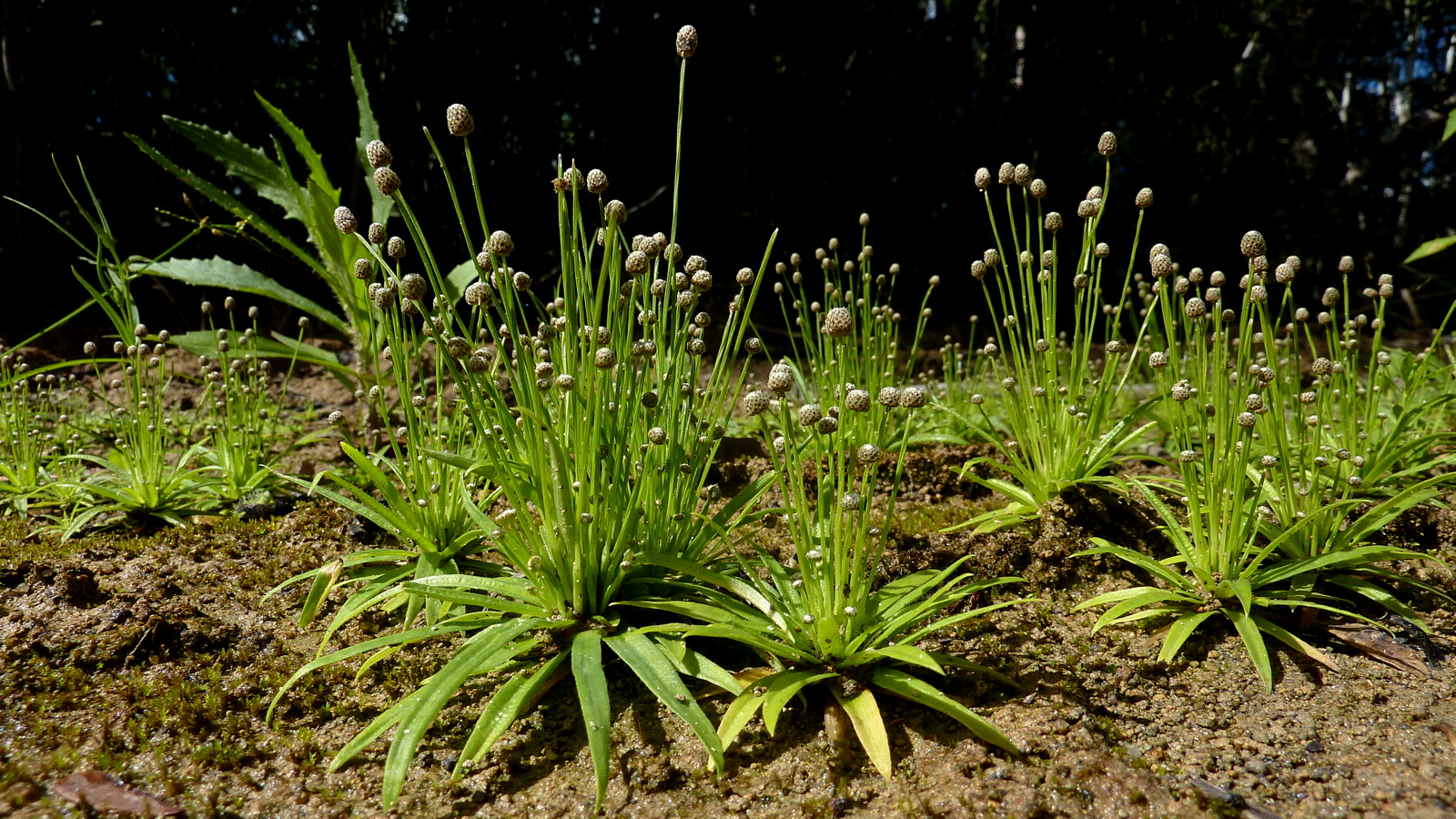
Paepalanthus myocephalus

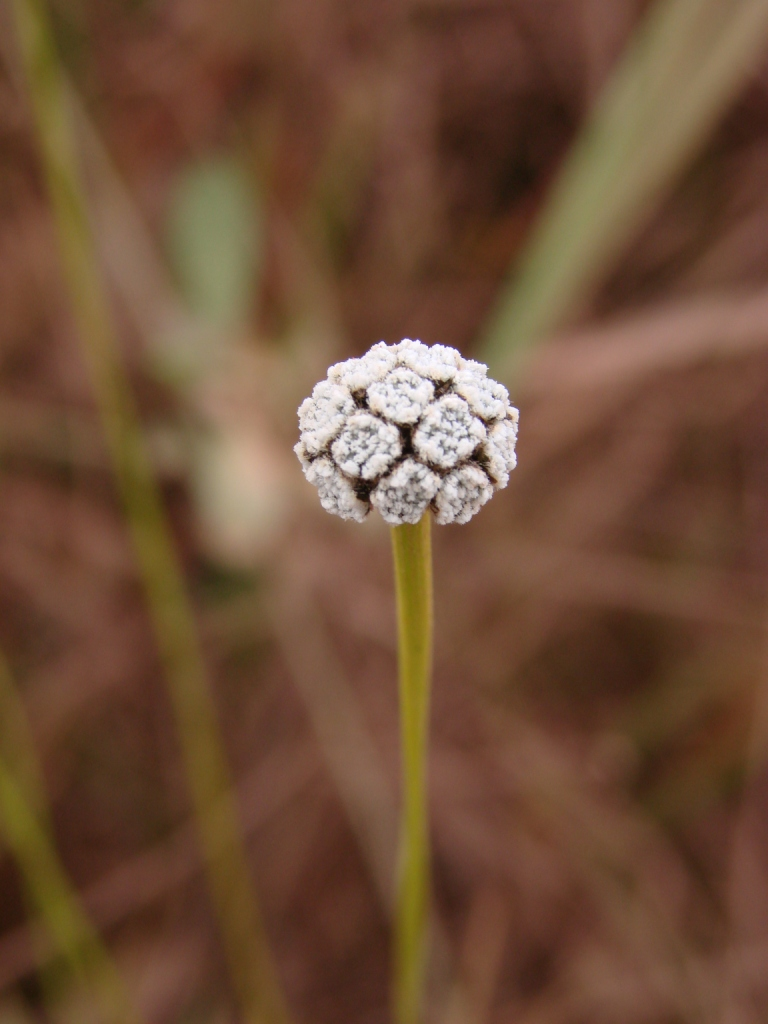
Paepalanthus globulifer

- Paepalanthus acanthophyllus Ruhland
- Paepalanthus accrescens Silveira
- Paepalanthus actinocephaloides Silveira
- Paepalanthus aculeatus Silveira
- Paepalanthus acuminatus Ruhland
- Paepalanthus acutipilus Silveira
- Paepalanthus aequalis (Vell.) J.F.Macbr.
- Paepalanthus albiceps Silveira
- Paepalanthus albidus Gardner
- Paepalanthus albotomentosus Herzog
- Paepalanthus albovaginatus Silveira
- Paepalanthus albovillosus Silveira
- Paepalanthus allemanii Diogo
- Paepalanthus almasensis Moldenke
- Paepalanthus alpestris (Körn.) Tissot-Sq.
- Paepalanthus alpinus Körn.
- Paepalanthus alsinoides C.Wright
- Paepalanthus amoenus (Bong.) Körn.
- Paepalanthus anamariae Hensold
- Paepalanthus andicola Körn.
- Paepalanthus apacarensis Moldenke
- Paepalanthus applanatus Ruhland
- Paepalanthus archeri Moldenke
- Paepalanthus arenicola Silveira
- Paepalanthus aretioides Ruhland
- Paepalanthus argenteus (Bong.) Körn.
- Paepalanthus argillicola Silveira
- Paepalanthus argyrolinon Körn.
- Paepalanthus argyropus Silveira
- Paepalanthus aristatus Moldenke
- Paepalanthus armeria Mart. ex Körn.
- Paepalanthus ascendens Silveira
- Paepalanthus asper Silveira
- Paepalanthus ater Silveira
- Paepalanthus atrovaginatus Ruhland
- Paepalanthus augustus Silveira
- Paepalanthus aureus Silveira
- Paepalanthus auyantepuiensis Moldenke
- Paepalanthus bahiensis (Bong.) Kunth
- Paepalanthus balansae Ruhland
- Paepalanthus baraunensis Silveira
- Paepalanthus barbiger Silveira
- Paepalanthus barbulatus Herzog
- Paepalanthus barkleyi Moldenke
- Paepalanthus barreirensis Silveira
- Paepalanthus batatalensis Silveira
- Paepalanthus belizensis Moldenke
- Paepalanthus bellus Moldenke
- Paepalanthus benedicti Silveira
- Paepalanthus bifidus (Schrad. ex Schult.) Kunth
- Paepalanthus blepharophorus (Bong.) Kunth
- Paepalanthus bombacinus Silveira
- Paepalanthus bongardii Kunth
- Paepalanthus bonsai Trovó & Sano
- Paepalanthus bosseri (Morat) Stützel
- Paepalanthus brachyphyllus Ruhland
- Paepalanthus bradei Moldenke
- Paepalanthus brevicaulis Silveira
- Paepalanthus brevis Trovó
- Paepalanthus bromelioides Silveira
- Paepalanthus brunnescens Ruhland
- Paepalanthus bryoides (Riedel ex Bong.) Kunth
- Paepalanthus bulbosus Silveira
- Paepalanthus cachambuensis Silveira
- Paepalanthus cacuminis Ruhland
- Paepalanthus caespititius Mart. ex Körn.
- Paepalanthus caldensis Malme
- Paepalanthus callocephalus Silveira
- Paepalanthus calvoides Ruhland
- Paepalanthus calvulus (Ruhland) Hensold
- Paepalanthus calvus Körn.
- Paepalanthus camptophyllus Ruhland
- Paepalanthus canastrensis Silveira
- Paepalanthus candidus Silveira
- Paepalanthus canescens (Bong.) Körn.
- Paepalanthus capanemae Silveira
- Paepalanthus caparoensis Ruhland
- Paepalanthus capillaris (Bong.) Körn.
- Paepalanthus capillatus Silveira
- Paepalanthus capillifolius Moldenke
- Paepalanthus capitatus Silveira
- Paepalanthus capito Körn.
- Paepalanthus cardonae Moldenke
- Paepalanthus carvalhoi Giul. & E.B.Miranda
- Paepalanthus castaneus Silveira
- Paepalanthus catharinae Ruhland
- Paepalanthus celsus Tissot-Sq.
- Paepalanthus cephalotrichus Silveira
- Paepalanthus chaseae Moldenke
- Paepalanthus chiapensis Moldenke
- Paepalanthus chimantensis Hensold
- Paepalanthus chiquitensis Herzog
- Paepalanthus chloroblepharus Ruhland
- Paepalanthus chlorocephalus Silveira
- Paepalanthus chloronema Silveira
- Paepalanthus chlorophyllus Silveira
- Paepalanthus chloropus Silveira
- Paepalanthus chrysolepis Silveira
- Paepalanthus chrysophorus Silveira
- Paepalanthus ciliolatus Ruhland
- Paepalanthus cinereus Giul. & L.R.Parra
- Paepalanthus clausenii Hensold
- Paepalanthus coloides Ruhland
- Paepalanthus comans Silveira
- Paepalanthus comosus Silveira
- Paepalanthus complanatus Silveira
- Paepalanthus conduplicatus Körn.
- Paepalanthus conicus Silveira
- Paepalanthus contasensis Moldenke
- Paepalanthus convexus Gleason
- Paepalanthus cordatus Ruhland
- Paepalanthus coronarius Silveira
- Paepalanthus corymbosus (Bong.) Kunth
- Paepalanthus costaricensis Moldenke ex Standl.
- Paepalanthus crassicaulis Körn.
- Paepalanthus crateriformis Silveira
- Paepalanthus crinitus Tissot-Sq.
- Paepalanthus cristatus Moldenke
- Paepalanthus cryocephalus Silveira
- Paepalanthus cumbricola Moldenke
- Paepalanthus cururensis Moldenke
- Paepalanthus cuspidatus Silveira
- Paepalanthus cylindraceus Silveira
- Paepalanthus dasynema Ruhland
- Paepalanthus decorus Abbiatti
- Paepalanthus decussus Körn.
- Paepalanthus dendroides (Kunth) Kunth
- Paepalanthus dennisii Moldenke
- Paepalanthus desperado Ruhland
- Paepalanthus diamantinensis Moldenke
- Paepalanthus dianthoides Mart. ex Körn.
- Paepalanthus dichotomus Klotzsch ex Körn.
- Paepalanthus dichromolepis Silveira
- Paepalanthus diffissus Moldenke
- Paepalanthus digitiformis Hensold
- Paepalanthus diplobetor Ruhland
- Paepalanthus distichophyllus Mart.
- Paepalanthus diversifolius Silveira
- Paepalanthus dupatya Mart. ex Körn.
- Paepalanthus elatissimus Silveira
- Paepalanthus elongatulus Ruhland
- Paepalanthus elongatus (Bong.) Körn.
- Paepalanthus ensifolius (Kunth) Kunth
- Paepalanthus erectifolius Silveira
- Paepalanthus erigeron Mart. ex Körn.
- Paepalanthus eriocauloides Ruhland
- Paepalanthus eriophaeus Ruhland
- Paepalanthus euryphyllus Ruhland
- Paepalanthus exiguus (Bong.) Körn.
- Paepalanthus extremensis Silveira
- Paepalanthus fallax Beauverd
- Paepalanthus fasciculatus (Rottb.) Kunth
- Paepalanthus fasciculifer Silveira
- Paepalanthus fasciculoides Hensold
- Paepalanthus fastigiatus (Bong.) Körn.
- Paepalanthus ferreyrae Moldenke
- Paepalanthus flaccidus (Bong.) Kunth
- Paepalanthus flaviceps Körn.
- Paepalanthus flavorutilus Ruhland
- Paepalanthus flexuosus Trovó
- Paepalanthus fraternus N.E.Br.
- Paepalanthus freyreissii (Thunb.) Körn.
- Paepalanthus fulgidus Moldenke
- Paepalanthus fuscoater Körn.
- Paepalanthus gardnerianus Walp.
- Paepalanthus garimpensis Silveira
- Paepalanthus geniculatus (Bong.) Kunth
- Paepalanthus gentlei Moldenke
- Paepalanthus gibbosus Silveira
- Paepalanthus glabrifolius Ruhland
- Paepalanthus glareosus (Bong.) Kunth
- Paepalanthus glaucescens Körn.
- Paepalanthus glaucophyllus Silveira
- Paepalanthus glaucopodus Silveira
- Paepalanthus gleasonii Moldenke
- Paepalanthus globosus Ruhland
- Paepalanthus gomesii Silveira
- Paepalanthus gounelleanus Beauverd
- Paepalanthus grao-mogolensis Silveira
- Paepalanthus guaraiensis Moldenke
- Paepalanthus gyrotrichus Ruhland
- Paepalanthus harleyi Moldenke
- Paepalanthus harmsii Ruhland
- Paepalanthus hemiglobosus Silveira
- Paepalanthus henriquei Silveira & Ruhland
- Paepalanthus heterocaulon Silveira
- Paepalanthus heteropus Silveira
- Paepalanthus hippotrichophyllus Herzog
- Paepalanthus hirtellus Trovó, Echtern. & Sano
- Paepalanthus holstii Steyerm.
- Paepalanthus homomallus (Bong.) Mart. ex Körn.
- Paepalanthus hydra Ruhland
- Paepalanthus hymenolepis Silveira
- Paepalanthus ibitipocensis Silveira
- Paepalanthus implicatus Silveira
- Paepalanthus incanus (Bong.) Körn.
- Paepalanthus inopinatus Moldenke
- Paepalanthus insignis Silveira
- Paepalanthus intermedius Körn.
- Paepalanthus itacambirensis Silveira
- Paepalanthus itambeensis Silveira
- Paepalanthus itatiaiensis Ruhland
- Paepalanthus itremensis (Morat) Stützel
- Paepalanthus jordanensis Silveira
- Paepalanthus kanaii Satake
- Paepalanthus karstenii Ruhland
- Paepalanthus klotzschianus Körn.
- Paepalanthus koernickei (Ruhland) Trovó
- Paepalanthus kunhardtii Moldenke
- Paepalanthus lamarckii Kunth
- Paepalanthus lanatus Silveira
- Paepalanthus langsdorffii (Bong.) Körn.
- Paepalanthus latifolius Körn.
- Paepalanthus latipes Silveira
- Paepalanthus laxifolius Körn.
- Paepalanthus leiothricoides Silveira
- Paepalanthus leiseringii Ruhland
- Paepalanthus lepidus Silveira
- Paepalanthus leucoblepharus Körn.
- Paepalanthus leucocephalus Ruhland
- Paepalanthus lindenii Ruhland
- Paepalanthus linearifolius Silveira
- Paepalanthus lingulatus (Bong.) Kunth
- Paepalanthus lodiculoides Moldenke
- Paepalanthus lombensis Silveira
- Paepalanthus longicaulis Silveira
- Paepalanthus longiciliatus Trovó
- Paepalanthus longifolius Körn.
- Paepalanthus longivaginatus Tissot-Sq.
- Paepalanthus luetzelburgii Herzog
- Paepalanthus lundii Körn.
- Paepalanthus luteolus Silveira
- Paepalanthus lycopodioides Silveira
- Paepalanthus macarenensis Moldenke
- Paepalanthus macer Trovó
- Paepalanthus macrocaulon Silveira
- Paepalanthus macrocephalus (Bong.) Körn.
- Paepalanthus macropodus Ruhland
- Paepalanthus maculatus Silveira
- Paepalanthus magalhaesii Silveira
- Paepalanthus major (Moldenke) Hensold
- Paepalanthus manicatus Poulsen ex Malme
- Paepalanthus melaleucus (Bong.) Kunth
- Paepalanthus melanolepis Silveira
- Paepalanthus melanthus Silveira
- Paepalanthus mellii Moldenke
- Paepalanthus mendoncianus Ruhland
- Paepalanthus meridensis Klotzsch ex Körn.
- Paepalanthus mexiae Moldenke
- Paepalanthus michaelii Silveira
- Paepalanthus microcaulon Ruhland
- Paepalanthus microphorus Silveira
- Paepalanthus microphyllus (Guill.) Kunth
- Paepalanthus milho-verdensis Silveira
- Paepalanthus minasensis Moldenke
- Paepalanthus minimus Silveira
- Paepalanthus minutulus Mart. ex Körn.
- Paepalanthus miser Ruhland
- Paepalanthus moaensis Gonz.Géigel
- Paepalanthus moedensis Silveira
- Paepalanthus mollis Kunth
- Paepalanthus montanus Silveira
- Paepalanthus multicapitatus Giul. & E.B.Miranda
- Paepalanthus muscosus Körn.
- Paepalanthus myocephalus (Mart.) Körn.
- Paepalanthus myriophyllus Silveira
- Paepalanthus nanus Silveira
- Paepalanthus neglectus Körn.
- Paepalanthus neopulvinatus Moldenke
- Paepalanthus nigrescens Silveira
- Paepalanthus nigricans Silveira
- Paepalanthus nigricaulis Silveira
- Paepalanthus nigriflorus Silveira
- Paepalanthus nipensis Gonz.Géigel
- Paepalanthus obconicus Silveira
- Paepalanthus oblongifolius Giul. & E.B.Miranda
- Paepalanthus obnatus Tissot-Sq.
- Paepalanthus obtusifolius (Steud.) Körn.
- Paepalanthus ocreatus Silveira
- Paepalanthus oerstedianus Körn.
- Paepalanthus oligocephalus Körn.
- Paepalanthus orthoblepharus Silveira
- Paepalanthus orthogonalis Silveira
- Paepalanthus ovatus Körn.
- Paepalanthus oxyphyllus Körn.
- Paepalanthus oyapockensis Herzog
- Paepalanthus pallidus Silveira
- Paepalanthus parallelinervius Silveira
- Paepalanthus paramensis Moldenke
- Paepalanthus parvicephalus (Moldenke) Hensold
- Paepalanthus parviflorus (Hensold) Hensold
- Paepalanthus parvifolius Silveira
- Paepalanthus parvus Ruhland
- Paepalanthus paulensis Ruhland
- Paepalanthus paulinus Ruhland
- Paepalanthus pauper Moldenke
- Paepalanthus pedunculatus (Bong.) Ruhland
- Paepalanthus perbracchiatus Silveira
- Paepalanthus perpusillus Kunth
- Paepalanthus petraeus Körn.
- Paepalanthus phaeocephalus Ruhland
- Paepalanthus phelpsiae Moldenke
- Paepalanthus pilosus (Kunth) Kunth
- Paepalanthus piresii Moldenke
- Paepalanthus plagiostigma Silveira
- Paepalanthus planifolius (Bong.) Körn.
- Paepalanthus plantagineus (Bong.) Körn.
- Paepalanthus plantaginoides (Desv. ex Ham.) Körn.
- Paepalanthus platycaulis Silveira
- Paepalanthus plumosus (Bong.) Körn.
- Paepalanthus polyandrus Silveira
- Paepalanthus polycladus Silveira
- Paepalanthus polygonus Körn.
- Paepalanthus polytrichoides Kunth
- Paepalanthus praedensatus Silveira
- Paepalanthus praemorsus Ruhland
- Paepalanthus prostratus Körn.
- Paepalanthus pruinosus Ruhland
- Paepalanthus pseudoelongatus Ruhland
- Paepalanthus pseudotortilis Ruhland
- Paepalanthus pubescens Körn.
- Paepalanthus pulchellus Herzog
- Paepalanthus pullus Körn.
- Paepalanthus pulvinatus N.E.Br.
- Paepalanthus pungens Griseb.
- Paepalanthus reflexus Silveira
- Paepalanthus refractifolius Silveira
- Paepalanthus regalis Mart. ex Körn.
- Paepalanthus regelianus Körn.
- Paepalanthus repens (Lam.) Körn.
- Paepalanthus restingensis Moldenke
- Paepalanthus retusus C.Wright
- Paepalanthus revolutus Hensold
- Paepalanthus rhizocephalus Silveira
- Paepalanthus rhizomatosus Silveira
- Paepalanthus riedelianus (Bong.) Körn.
- Paepalanthus rigidifolius Silveira
- Paepalanthus rigidulus Mart.
- Paepalanthus riparius Moldenke
- Paepalanthus roraimensis Moldenke
- Paepalanthus rufescens Silveira
- Paepalanthus ruficeps Ruhland
- Paepalanthus rufoalbus Silveira
- Paepalanthus rupestris Gardner
- Paepalanthus saxatilis (Bong.) Körn.
- Paepalanthus saxicola Körn.
- Paepalanthus scandens Ruhland
- Paepalanthus schlimii Körn.
- Paepalanthus schneckii Poulsen
- Paepalanthus scholiophyllus Ruhland
- Paepalanthus schomburgkii Klotzsch ex Körn.
- Paepalanthus schuechianus Körn.
- Paepalanthus schultesii Moldenke
- Paepalanthus scirpeus Mart. ex Körn.
- Paepalanthus scleranthus Ruhland
- Paepalanthus scopulorum Moldenke
- Paepalanthus scytophyllus Ruhland
- Paepalanthus sedoides Körn.
- Paepalanthus senaeanus Ruhland
- Paepalanthus sericeus Silveira
- Paepalanthus serrinhensis Silveira
- Paepalanthus seslerioides Griseb.
- Paepalanthus sessiliflorus (Mart.) Mart. ex Körn.
- Paepalanthus sicifolius Silveira
- Paepalanthus silveirae Ruhland
- Paepalanthus singularius Moldenke
- Paepalanthus spathulatus Körn.
- Paepalanthus speleicola (Silveira) M.J.G.Andrade & Giul.
- Paepalanthus sphaerocephalus Ruhland
- Paepalanthus sphaerulifer Silveira
- Paepalanthus spiralifolius Silveira
- Paepalanthus spirophorus Silveira
- Paepalanthus spixianus Mart.
- Paepalanthus squamiliferus Moldenke
- Paepalanthus stannardii Giul. & L.R.Parra
- Paepalanthus stegolepoides Moldenke
- Paepalanthus stellatus Trovó
- Paepalanthus stenolepis Silveira
- Paepalanthus stephanophorus Silveira
- Paepalanthus striatus Ruhland
- Paepalanthus strictus Körn.
- Paepalanthus stuebelianus Ruhland
- Paepalanthus stuetzelii Hensold
- Paepalanthus subcaulescens N.E.Br.
- Paepalanthus subfalcatus Ruhland
- Paepalanthus subtilis Miq.
- Paepalanthus succisus Mart. ex Körn.
- Paepalanthus suffruticans Ruhland
- Paepalanthus sulcatus Hensold
- Paepalanthus superbus Ruhland
- Paepalanthus supinus Körn.
- Paepalanthus syngonanthoides Silveira
- Paepalanthus tenuicaulis Silveira
- Paepalanthus tessmannii Moldenke
- Paepalanthus tortilis (Bong.) Mart. ex Körn.
- Paepalanthus triangularis (L.) Körn.
- Paepalanthus tricholepis Silveira
- Paepalanthus trichopeplus Silveira
- Paepalanthus trichopetalus Körn.
- Paepalanthus trichophyllus (Bong.) Körn.
- Paepalanthus tuberosus (Bong.) Kunth
- Paepalanthus turbinatus (Gleason) Hensold
- Paepalanthus uleanus Ruhland
- Paepalanthus umbrosus Giul. & E.B.Miranda
- Paepalanthus uncinatus Gardner
- Paepalanthus undulatus Ruhland
- Paepalanthus urbanianus Ruhland
- Paepalanthus usterii Beauverd
- Paepalanthus vaginans Silveira
- Paepalanthus variabilis Silveira
- Paepalanthus vellozioides Körn.
- Paepalanthus velutinus Silveira
- Paepalanthus venustus Moldenke
- Paepalanthus vestitus Ruhland
- Paepalanthus villipes Moldenke
- Paepalanthus villosulus Mart. ex Körn.
- Paepalanthus viridulus Ruhland
- Paepalanthus warmingianus Körn. ex Poulsen
- Paepalanthus weberbaueri Ruhland
- Paepalanthus weddellianus Körn.
- Paepalanthus xanthopus Silveira
- Paepalanthus xiphophyllus Ruhland
- Paepalanthus yapacanensis (Moldenke) Hensold